# Bel ami (film 1919)
Bel ami è un film muto del 1919 diretto da Augusto Genina che si basa sull'omonimo romanzo di Guy de Maupassant del 1885.